# Vault-de-Lugny
Vault-de-Lugny è un comune francese di 335 abitanti situato nel dipartimento della Yonne nella regione della Borgogna-Franca Contea.

## Società

### Evoluzione demografica
Abitanti censiti